# Primitive
Primitive ist das zweite Studioalbum der Metal-Band Soulfly. Es erschien im September 2000 bei Roadrunner Records.

## Entstehung und Stil
Primitive entstand in der Saltmine Studio Oasis in Mesa, Arizona, mit Produzent Toby Wright. Es wirkten etliche Gastmusiker mit: Chino Moreno beim Song Pain oder Tom Araya bei Terrorist, ein Stück, in dem Textzeilen von Inner Self von Cavaleras früherer Band Sepultura zu hören sind und von Criminally Insane von Arayas Band Slayer. Mulambo wurde mit dem gleichnamigen Stamm aufgenommen, Son Song mit Sean Lennon. Dabei kommen bei letzterem Lied Pop-Elemente, bei Bring It ein Dub-Reggae-Teil und bei Mulambo und In Memory Of... Hip-Hop-Elemente zum Einsatz. Jumpdafuckup weist leichte Anleihen aus dem Industrial auf, hier sang Corey Taylor von Slipknot mit. Das Albencover wurden von dem Tätowierkünstler Leo Zulueta entworfen.

## Rezeption
Andreas Himmelstein vergab im Magazin Rock Hard vier von zehn Punkten. Die Songs seien von „eher mangelhafter Qualität“, einzig das Instrumental Soulfly II mit seinen Weltmusik-Elementen überzeuge. „Würden Soulfy verstärkt in dieser Richtung arbeiten, könnten sie richtig gute Alben abliefern. Stattdessen manövrieren sie sich mit ihrer ganzen gut gemeinten Aggression in eine musikalische Sackgasse.“

## Titelliste
1. Back to the Primitive – 4:20
2. Pain (mit Grady Avenell und Chino Moreno) – 3:40
3. Bring It – 3:22
4. Jumpdafuckup (mit Corey Taylor) – 5:11
5. Mulambo (mit dem Mulambo-Tribe) – 4:19
6. Son Song (mit Sean Lennon) – 4:17
7. Boom – 4:56
8. Terrorist (mit Tom Araya und Jose Navarro) – 3:46
9. The Prophet – 2:57
10. Soulfly II – 6:04
11. In Memory of... (mit B. Rabouin, D. Perry und J. Olbert) – 4:36
12. Flyhigh (mit Asha Rabouin) – 4:48

### Bonustitel der Digipak-Version
1. Eye For An Eye (live) – 3:50
2. Tribe (live) – 6:24
3. Soulfire – 5:14
4. Soulfly (Universal Spirit Mix) – 6:08